# John Colet

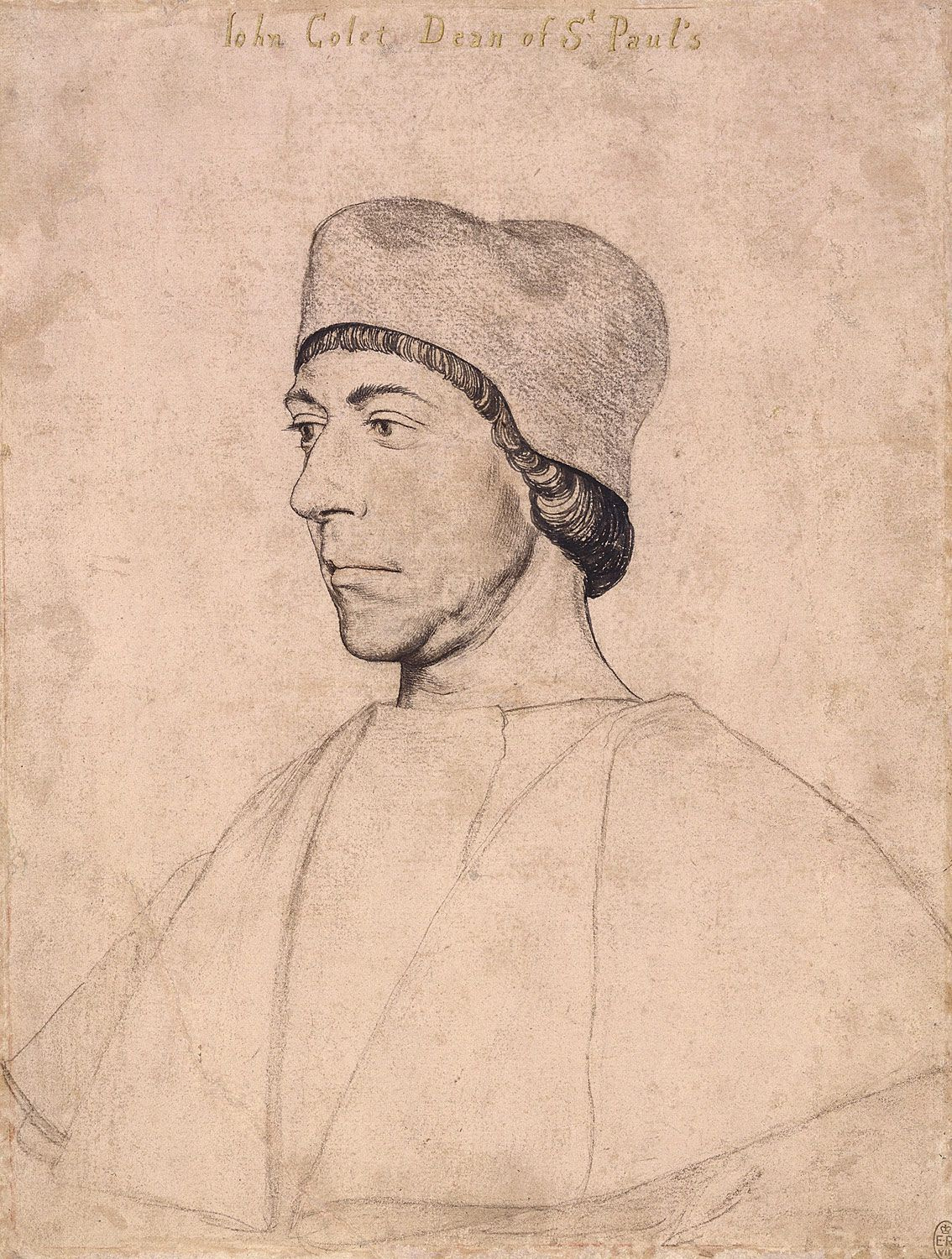
John Colet auf einem Porträt Hans Holbeins des Jüngeren (um 1535, nach einer später verlorenen Büste von Pietro Torrigiano)

John Colet (* 1467 in London; † 18. September 1519 ebenda) war ein britischer katholischer Priester und damals prominenter Londoner Theologe, der als Übersetzer des Neuen Testaments ins Englische zum Wegbereiter der Reformation in Großbritannien wurde. Als enger Freund des Humanisten Erasmus von Rotterdam gründete er die Oxford School zur Erziehung und Ausbildung katholischer Theologen im Geist der humanistischen Toleranz.

## Leben
Colets Vater war der Adelige Sir Henry Colet, der zweimal das Bürgermeister-Amt von London bekleidete. Sein ältester Sohn John wurde in Oxford an der St. Anthony’s School und am Magdalen College ausgebildet. Nach dem Abschluss als Master of Arts entschied er sich, Priester zu werden. Durch familiäre Beziehungen erhielt er Rektoratsstellen u. a. in Dennington, Suffolk, St. Dunstan’s, Stepney, und Thurning, Hunts.
1493 bis 1496 unternahm er eine Studienreise nach Frankreich und Italien. Dabei erwarb er sich Grundkenntnisse des Griechischen und studierte kanonisches und ziviles Recht und Patristik. Während seiner Reisezeit lernte er Budaeus (Guillaume Budé), einige Schriften des Erasmus von Rotterdam sowie die Lehren von Savonarola kennen.
Nach seiner Rückkehr nach England 1496 wurde er ordiniert und erhielt eine Stelle als Dekan an der Londoner St Paul’s Cathedral. Dort las er das Neue Testament auf Englisch. Er zog damit innerhalb von sechs Monaten zehntausende Zuhörer in und außerhalb des Kirchengebäudes in seinen Bann.
Parallel dazu hielt er Vorlesungen in Oxford, seinem Wohnsitz, über die Paulusbriefe. Hier löste er die übliche rein textbezogene scholastische Exegese, die nur Einzelstellen kommentierte und miteinander auszugleichen versuchte, zu Gunsten eines Gesamtbilds der Persönlichkeit des Paulus und der Intention seiner Briefe ab. Colet lehrte, dass beim  vierfachen Schriftsinn, der von der katholischen Kirche zur Bibelauslegung verwendet wird, nicht jedem wörtlichen Sinn ein allegorischer Sinn einhergehe und dass andererseits einem allegorischen Sinn immer ein wörtlicher Sinn zugrunde liege. Er vertrat die Ansicht, der Schriftsinn sei einfach und allgemeingültig übersetzbar, so dass auch ungebildete Menschenmengen ihn verstehen könnten.
1498 hielt Erasmus von Rotterdam eine Gastvorlesung in Oxford. Colet freundete sich sofort mit ihm an. Er wies Erasmus auf die Notwendigkeit hin, eine Ausgabe des Neuen Testaments in griechischer Sprache herzustellen, was Erasmus noch zu Lebzeiten von Colet 1516 leistete. Erasmus widmete seinem Freund Colet nach dessen Tod eine ausführliche intellektuelle Biographie in einem Brief, datiert den 13. Juni 1521 in Anderlecht. Empfänger war Justus Jonas der Ältere. Erasmus schildert darin die Ausbildung, Charakter, Überzeugungen und Wohltätigkeit von John Colet, auch seine Krankheit und seinen Tod. Für fünf weitere Jahre setzte Colet seine Vorlesungen über das Neue Testament fort, bis er 1504 zum Dekan von St. Paul’s gemacht wurde. Dort führte er an drei Tagen jede Woche eine regelmäßige theologische Vorlesung in der Kirche ein. In dieser Zeit wurde er zum engen Freund und geistlichen Berater von Thomas More.
1505 starb sein Vater und vererbte ihm ein großes Vermögen, das er für öffentliche Aufgaben spendete. 1509 begann er mit dem Neubau der Oxford School für angehende Priester, die dort nach seinen humanistischen Vorstellungen ausgebildet werden sollten. Dafür setzte er sein ganzes restliches Vermögen ein. Griechisch war an dieser Schule ein ebenbürtiges Pflichtfach mit Latein, der römisch-katholischen Kirchensprache. Colet schrieb einige Lehrbücher selbst und beaufsichtigte den Lehrplan unter dem Schulleiter William Lilly.
1512 wurde der Schulbau vollendet. Im selben Jahr wurde Colet von seinem Bischof beim Vatikan wegen seiner modernen Ansichten angezeigt. Doch der Erzbischof William Warham schlug die Anzeige nieder. Trotz seiner Auseinandersetzung mit konservativen Kirchenführern verstand sich Colet als rechtgläubig und stellte seine Arbeit ganz in den Dienst der Kirche.
1514 machte Colet eine Pilgerfahrt nach Canterbury. Zur Einführung von Bischof Wolsey als Kardinal hielt er die Predigt. Er diente auch als Seelsorger für König Heinrich VIII.
1518 vollendete er eine neue Schulverfassung. Im Jahr darauf starb er am „Schweißfieber“. Er wurde in der St. Paul’s Kathedrale beigesetzt. Auf seinem Grab im Südchor des Kirchenschiffs liegt eine Steinplatte, in die nur sein Name eingraviert ist.
Die Oxford School blieb am originalen Ort, bis sie 1884 nach Hammersmith in ein größeres Gebäude umzog.

## Bedeutung
Mit seiner englischen Übersetzung des Neuen Testaments wurde Colet ein entscheidender Wegbereiter der Reformation in England. Er beabsichtigte jedoch keinen formellen Bruch mit der katholischen Kirche. Mit seiner kraftvollen Art zu predigen gewann er eine auch für damalige Verhältnisse enorme Popularität. Aufgrund der Rückendeckung unter den Londoner Adeligen gelang es ihm, die humanistische Bewegung in England einzuführen, ohne als Ketzer festgenommen und verurteilt zu werden.
Von Thomas Linacre beeinflusst, schuf Colet die erste griechische Grammatik, die in England gedruckt wurde, aber auch auf dem europäischen Kontinent Verbreitung fand. Seine öffentlichen Vorlesungen über das Neue Testament auf Englisch brachen sowohl humanistischen als auch reformatorischen Ideen in England Bahn.

## Werke
- Convocation Sermon of 1512
- Absoliaissimus de octo orationis partium constructione libellus (Antwerpen 1530)
- A righte fruitfull admonition concerning the order of a good Christian man’s life (1534)
- Joannis Coleti Theologi olim Decani Divi Pauli Aeditio (1527): eine lateinische Grammatik, die den meisten Latein-Lehrbüchern des 16. und 17. Jahrhunderts zu Grunde lag und oft neu aufgelegt wurde
- Rudimenta Grammatices (London 1539): eine erste griechische Grammatik, ebenfalls oft neu aufgelegt
- Opus de Sacramentis Ecclesiae: als Manuskript bewahrt, erst 1867 gedruckt herausgegeben von J. H. Lupton, damals Mitleiter der Oxford School
- Zwei Abhandlungen über die Hierarchies von Dionysius (1869)
- An Exposition of St. Paul’s Epistle to the Romans (hrsg. 1873)
- An Exposition of St. Paul’s first Epistle to the Corinthians (hrsg. 1874)
- Letters to Radulphus (hrsg. 1876)
- Statutes of St. Paul’s School (1518, oft neu aufgelegt)

Zudem schrieb er Bibelkommentare, Tagesgebete und Briefe. Erasmus von Rotterdam bewahrte viele Briefe Colets in seinen Werken.